# 巴莱格
巴莱格（法語：Ballaigues）是瑞士联邦西部法语区的沃州下设的一个市镇。在行政上属于沃州北汝拉区管辖。巴莱格的总面积为9.03平方公里。截至2007年，总人口为892。